# Juillet 1991

## Évènements
- 1er juillet : 
  - Dissolution du Pacte de Varsovie.
  - Fin de l'opération humanitaire Libage. Embarquement des hélicoptères sur le transport de chaland de débarquement (TCD) Orage dans le port turc d’Iskenderun vers le port de Toulon (arrivée le 5 juillet).
- 7 juillet (Formule 1) : victoire du britannique Nigel Mansell sur une Williams-Renault au Grand Prix automobile de France.
- 8 juillet : loi « contre la subversion armée » en Égypte.
- 9 juillet : après 30 ans de suspension, l'Afrique du Sud réintègre le mouvement olympique.
- 12 juillet, Bulgarie : adoption de la nouvelle Constitution.
- 14 juillet (Formule 1) : Grand Prix de Grande-Bretagne.
- 18 juillet : assassinat de l'homme politique socialiste belge André Cools.
- 19 juillet : début de la guerre entre Croates et Serbes en Yougoslavie.
- 23 juillet : fin de la guerre civile au Cambodge. Arrestation du tueur en série Jeffrey Dahmer, le cannibale de Milwaukee aux États-Unis.
- 27 juillet - 3 aout : le 76e congrès mondial d’espéranto a lieu à Bergen (Norvège). Il a pour thème « Les pays nordiques, un modèle ? ».
- 28 juillet (Formule 1) : Grand Prix automobile d'Allemagne.
- 30 juillet : sommet américano-soviétique à Moscou, qualifiée de « premier sommet de l'après Guerre froide ».
- 31 juillet : signature à Moscou du Traité de réduction des armes stratégiques (Start 1).

## Naissances
- 1er juillet : Kev Adams, humoriste et acteur français.
- 2 juillet : Burna Boy, musicien nigérien.
- 3 juillet : Anastasia Pavlyuchenkova, joueuse de tennis russe.
- 5 juillet : Jason Dolley, acteur américain.
- 10 juillet : Atsuko Maeda, chanteuse japonaise.
- 11 juillet : Soufiane Kaddouri, kick-boxeur néerlando-marocain.
- 12 juillet : Erik Per Sullivan, acteur américain.
- 12 juillet : James Rodriguez, footballeur colombien
- 14 juillet : Hiro, chanteur et rappeur français.
- 15 juillet : Youssou Ndoye, basketteur sénégalais.
- 29 juillet : Yannick Michiels, orienteur belge.
- 30 juillet : Laury Thilleman, Miss France 2011 et présentatrice TV.

## Décès
- 1er juillet : Michael Landon, acteur, réalisateur, producteur, scénariste américain (° 31 octobre 1936).
- 8 juillet : James Franciscus, acteur et producteur américain (° 31 janvier 1934).
- 9 juillet : José Salazar López, cardinal mexicain, archevêque de Guadalajara (° 12 janvier 1910).
- 18 juillet : André Cools, homme politique belge (° 1er août 1927).
- 27 juillet : Pierre Brunet, patineur artistique français (° 28 juin 1902).